# Club Baloncesto Málaga 2022-2023
Questa voce raccoglie le informazioni riguardanti il Club Baloncesto Málaga nelle competizioni ufficiali della stagione 2022-2023.

## Stagione
La stagione 2022-2023 del Club Baloncesto Málaga è la 31ª nel massimo campionato spagnolo di pallacanestro, la Liga ACB.

## Roster
Aggiornato al 4 marzo 2023.
| Unicaja Málaga 2022-23 | Unicaja Málaga 2022-23 |
| Giocatori              | Staff tecnico          |
| ---------------------- | ---------------------- |

| N. | Naz.                                                | Ruolo | Nome               | Anno | Alt.   | Peso   |  |
| -- | --------------------------------------------------- | ----- | ------------------ | ---- | ------ | ------ |  |
| 1  | Stati Uniti (bandiera) · Germania (bandiera)        | AC    | Dylan Osetkowski   | 1996 | 206 cm | 115 kg |  |
| 3  | Canada (bandiera) · Nigeria (bandiera)              | A     | Melvin Ejim        | 1991 | 201 cm | 100 kg |  |
| 4  | Stati Uniti (bandiera) · Belgio (bandiera)          | G     | Tyler Kalinoski    | 1992 | 193 cm | 82 kg  |  |
| 6  | Brasile (bandiera) · Spagna (bandiera)              | C     | Augusto Lima       | 1991 | 209 cm | 118 kg |  |
| 7  | Spagna (bandiera)                                   | AP    | Jonathan Barreiro  | 1997 | 203 cm | 90 kg  |  |
| 8  | Spagna (bandiera)                                   | G     | Darío Brizuela     | 1994 | 188 cm | 75 kg  |  |
| 9  | Spagna (bandiera)                                   | P     | Alberto Díaz (C)   | 1994 | 188 cm | 81 kg  |  |
| 11 | Stati Uniti (bandiera)                              | PG    | Tyson Carter       | 1998 | 193 cm | 79 kg  |  |
| 14 | Bosnia ed Erzegovina (bandiera) · Spagna (bandiera) | AP    | Nihad Đedović      | 1990 | 197 cm | 86 kg  |  |
| 15 | Stati Uniti (bandiera) · Georgia (bandiera)         | AG    | Will Thomas        | 1986 | 203 cm | 104 kg |  |
| 17 | Spagna (bandiera)                                   | P     | Mario Saint-Supery | 2006 | 190 cm |        |  |
| 18 | Spagna (bandiera)                                   | G     | Ruben Vicente      | 2005 | 183 cm |        |  |
| 45 | Stati Uniti (bandiera) · Bulgaria (bandiera)        | C     | David Kravish      | 1992 | 208 cm | 109 kg |  |
| 55 | Stati Uniti (bandiera) · Montenegro (bandiera)      | P     | Kendrick Perry     | 1992 | 183 cm | 82 kg  |  |
| 77 | Spagna (bandiera)                                   | C     | Yankuba Sima       | 1996 | 211 cm | 102 kg |  |

| Allenatore |
| - Ibon Navarro                                                                                                |
| Assistente/i                                                                                                  |
| - Paco Aurioles - Alberto Miranda - Ángel Sánchez-Cañete Legenda - (C) Capitano - (IN) Inattivo - Infortunato |

## Mercato

### Sessione estiva
| Acquisti | Acquisti         | Acquisti             | Acquisti      | Acquisti |
| R.a      | Nome             | da                   | Modalità      |          |
| -------- | ---------------- | -------------------- | ------------- | -------- |
| P        | Kendrick Perry   | Budućnost            | svincolato    |          |
| P        | Pablo Sánchez    | Melilla              | fine prestito |          |
| PG       | Tyson Carter     | Zenit S. Pietroburgo | svincolato    |          |
| G        | Tyler Kalinoski  | Breogán              | svincolato    |          |
| AP       | Nihad Đedović    | Bayern Monaco        | svincolato    |          |
| A        | Melvin Ejim      | Cedevita Olimpija    | svincolato    |          |
| AG       | Will Thomas      | Monaco               | svincolato    |          |
| AC       | Dylan Osetkowski | ASVEL                | svincolato    |          |
| C        | David Kravish    | Galatasaray          | svincolato    |          |
| C        | Augusto Lima     | Murcia               | svincolato    |          |

| Cessioni | Cessioni          | Cessioni          | Cessioni       | Cessioni |
| R.       | Nome              | a                 | Modalità       |          |
| -------- | ----------------- | ----------------- | -------------- | -------- |
| P        | Jaime Fernández   | Canarias Tenerife | fine contratto |          |
| P        | Pablo Sánchez     | Cáceres           | prestito       |          |
| G        | Francisco Alonso  | Bilbao Berri      | fine contratto |          |
| G        | Matt Mooney       | Niners Chemnitz   | fine contratto |          |
| AP       | Axel Bouteille    | Türk Telekom      | fine contratto |          |
| A        | Carlos Suárez     | Fuenlabrada       | fine contratto |          |
| AG       | Tim Abromaitis    | Canarias Tenerife | fine contratto |          |
| AG       | Cameron Oliver    | TNT Tropang Giga  | fine contratto |          |
| AC       | Álvaro Folgueiras | DME Academy       | fine contratto |          |
| C        | Micheal Eric      | Free agent        | fine contratto |          |
| C        | Rubén Guerrero    | Obradoiro         | fine contratto |          |
| C        | Dejan Kravić      | V.L. Pesaro       | fine contratto |          |
| C        | Yannick Nzosa     | Real Betis        | prestito       |          |

### Dopo l'inizio della stagione
| Acquisti | Acquisti     | Acquisti      | Acquisti        | Acquisti   |
| R.       | Nome         | da            | Data            | Modalità   |
| -------- | ------------ | ------------- | --------------- | ---------- |
| C        | Yankuba Sima | Reyer Venezia | 12 gennaio 2023 | svincolato |

| Cessioni | Cessioni | Cessioni | Cessioni | Cessioni |
| R.       | Nome     | a        | Data     | Modalità |
| -------- | -------- | -------- | -------- | -------- |